# Guy-Victor Duperré
Guy-Victor Duperré (La Rochelle, 20 febbraio 1775 – Parigi, 2 novembre 1846) è stato un ammiraglio francese.
Duperré comandò la flotta nella battaglia di Grand Port, nella quale fu ferito. Dal 1812 al 1814 comandò le forze navali francesi ed italiane. Il 5 febbraio 1830 Carlo X lo nominò comandante della flotta durante l'invasione di Algeri.

## Biografia

### Gioventù
Duperré nacque a La Rochelle da Jean Augustin Duperré, consigliere del re e finanziatore della guerra, e Marie-Gabrielle Prat-Desprez. Passò alcuni anni con la Confederazione dell'oratorio di San Filippo Neri presso il Collège de Juilly, prima di arruolarsi all'età di 16 anni nel corpo Enrico IV della compagnia francese delle Indie orientali.

### Rivoluzione francese
Nel novembre 1792 Duperré entrò in marina. Combatté Paesi Bassi e Gran Bretagna prima a bordo della corvetta Maire-Guiton, e poi della fregata Tortu. Nel maggio 1796 divenne cadetto (enseigne de vaisseau ausliario) a bordo della Virginie. A giugno fu catturato dai britannici durante un combattimento notturno. Fu scambiato due anni dopo e promosso enseigne de vaisseau, assumendo il comando della corvetta Pélagie.
Nel 1804 divenne tenente di vascello, e poi assistente del prefetto marittimo di Boulogne-sur-Mer. Nel 1806 servì al largo del Brasile imbarcato sulla Vétéran, agli ordini di Girolamo Bonaparte. Tornato in Francia fu promosso capitano di fregata il 28 settembre. Nel 1808 comandò la fregata Sirène, scortò un convoglio di truppe a Martinica. Durante il viaggio di ritorno in Francia fu intercettato da un embargo britannico al largo di Lorient, ma riuscì a fuggire arenandosi con la propria nave.
Napoleone Bonaparte lo nominò capitano di vascello e cavaliere della legion d'onore, prima di promuoverlo commodoro. Il 6 dicembre 1810 Duperré fu nominato barone dell'impero.
Duperré fu mandato all'Isle de France (oggi Mauritius) a bordo della fregata Bellone, battagliando con molte navi britanniche durante il tragitto, soprattutto il 3 luglio 1810. Il 23 agosto 1810 vinse la battaglia di Grand Port, distruggendo completamente uno squadrone britannico. Fu ferito durante questo scontro. Come ricompensa fu promosso contrammiraglio quando tornò in Francia nel settembre 1811. Tra il 1812 ed il 1814 Duperré comandò le forze navali francesi ed italiane nel mar Mediterraneo e nell'Adriatico. In particolare, tra il 1813 ed il 1814 si occupò della difesa di Venezia, assediata dalle forze austro-inglesi.

### Restaurazione francese

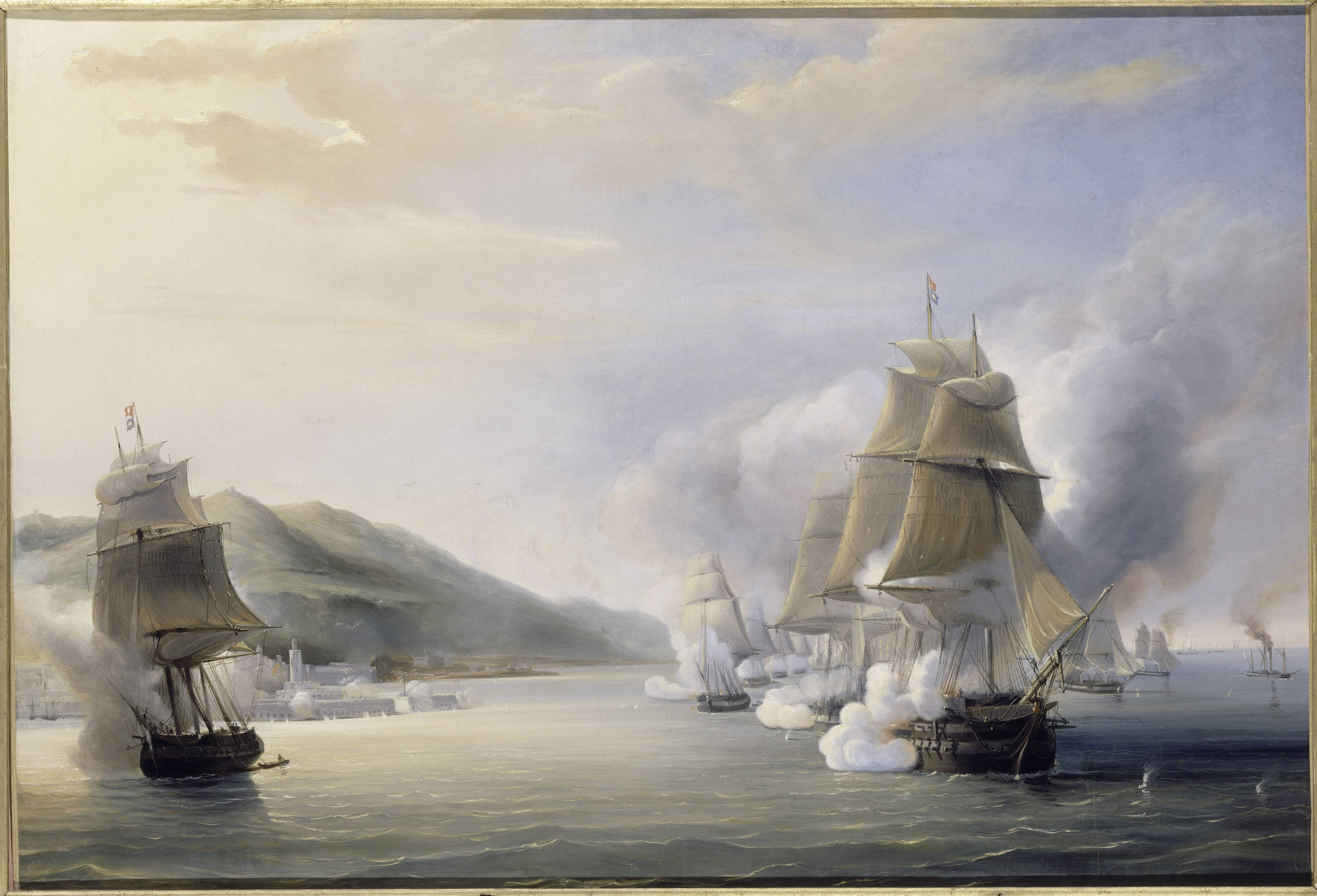
Attacco dell'ammiraglio Duperré durante la presa di Algeri del 1830

Dopo il ritorno dei Borbone sul trono francese, Duperré ottenne il titolo di Cavaliere dell'Ordine di San Luigi. Fu nominato prefetto marittimo di Tolone durante i cento giorni, e diede le dimissioni durante la restaurazione francese. Nel 1818 tornò in servizio. Combatté lo squadrone che assediava Cadice durante la guerra che rimise sul trono Ferdinando VII di Spagna. Nell'ottobre 1823 divenne viceammiraglio, grand ufficiale della legion d'onore e nel 1824 commendatore dell'Ordine di San Luigi. Nel 1827 divenne prefetto marittimo di Brest ed ispettore del 5° arrondissement militaire.
Nonostante Duperré sia stato criticato per la spedizione ad Algeri, Carlo X lo nominò comandante della flotta che scortò le truppe di Bourmont per deporre la reggenza algerina. La flotta dell'invasione di Algeri era composta da 103 navi da guerra, con 572 cargo, 35 000 soldati, 3 800 cavalli e 91 cannoni pesanti. Come premio per il suo apporto, il 16 luglio 1830 Duperré fu nominato parìa di Francia.

### Monarchia di luglio

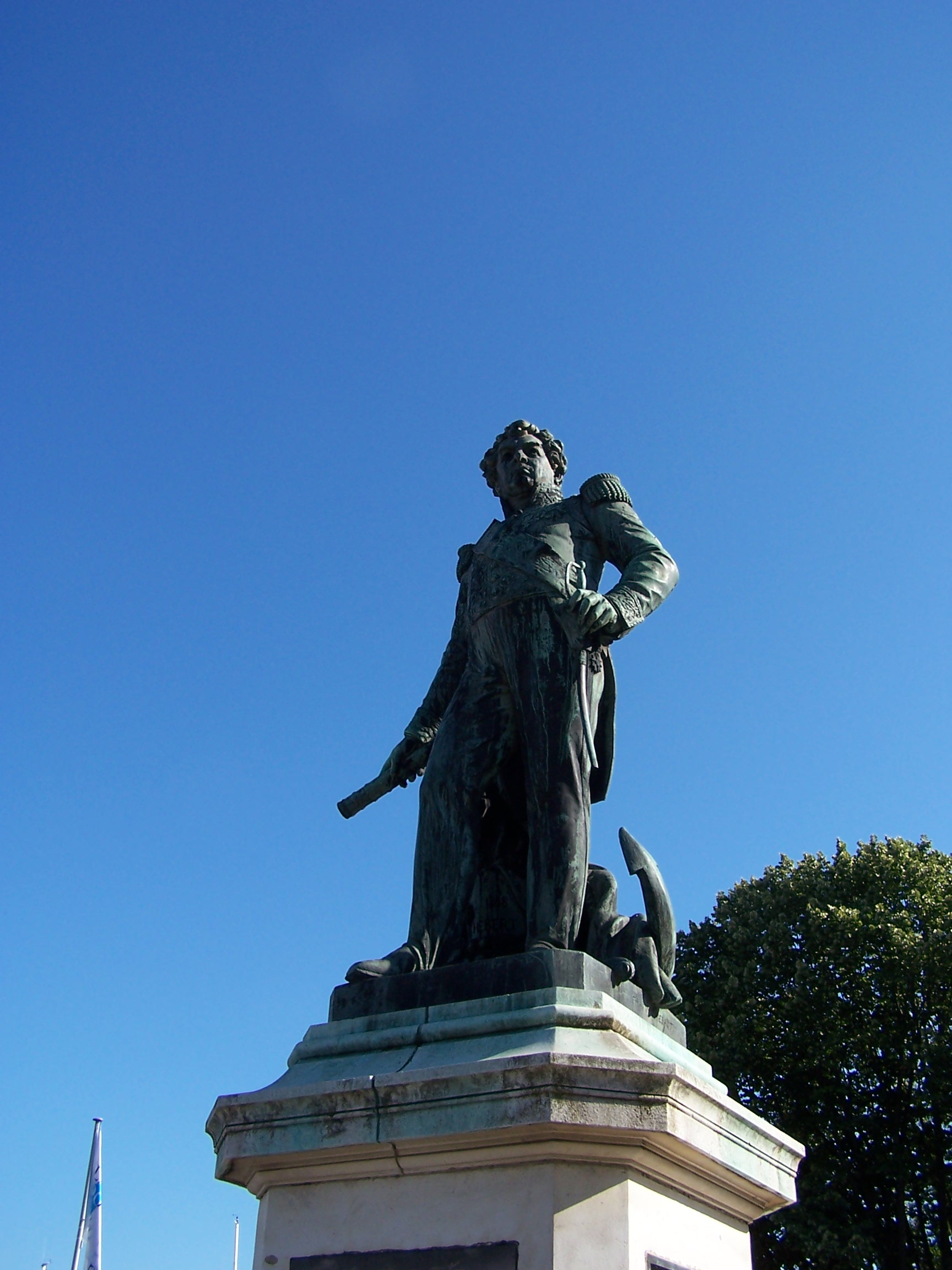
Statua di Duperré a La Rochelle

Dopo la Rivoluzione di luglio tutti i titoli di parìa furono cancellati. Duperré fu rinominato pari di Francia da Luigi Filippo il 18 agosto 1830, e promosso ammiraglio nel marzo 1831. Impegnato in Africa, Duperré fu richiamato in Francia e nominato capo del consiglio dell'ammiragliato.

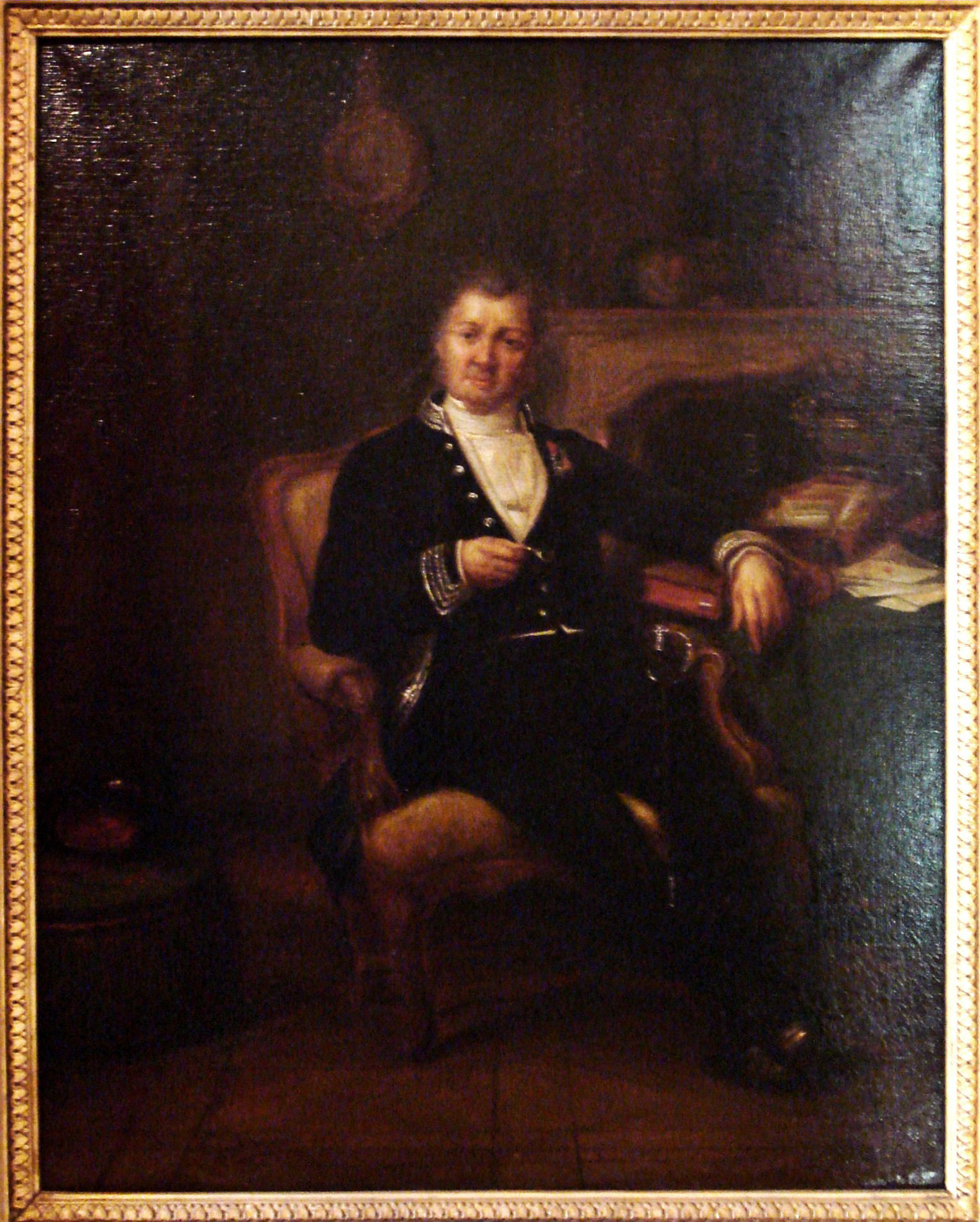
Ritratto dell'ammiraglio Duperre, 1855, di Claude Jacquand (1804-1878)

Il 18 novembre 1834 Duperré divenne ministro navale nel governo di Mortier. Mantenne lo stesso incarico anche nei governi de Broglie e Thiers, ed abbandonò l'incarico solo quando il governo Thiers cadde il 16 settembre 1836. Duperré fu richiamato in carica il 12 maggio 1839 nel secondo governo Soult. Nel 1840 fu respinto un progetto di bilancio redatto dal duca di Nemours, ed il governo cadde. Duperré tornò al ministero il 29 ottobre 1840 nel terzo governo Soult, finché non dovette ritirarsi per motivi di salute il 6 febbraio 1843.
Duperré morì il 2 novembre 1846. Fu l'ammiraglio Jean Tupinier a recitare l'elogio funebre nella camera dei pari di Francia. Fu sepolto presso l'Hôtel des Invalides con un funerale di Stato. Il suo nome è inciso sotto l'Arco di Trionfo di Parigi.